# دوري كرة القدم الإنجليزي 1913–14
دوري كرة القدم الإنجليزي 1913–14 هو موسم من دوري كرة القدم الإنجليزي. أقيم خلال الفترة 1 سبتمبر 1913 وحتى 27 أبريل 1914، وفاز فيه بلاكبيرن روفرز.